# Örebro enskilda bank

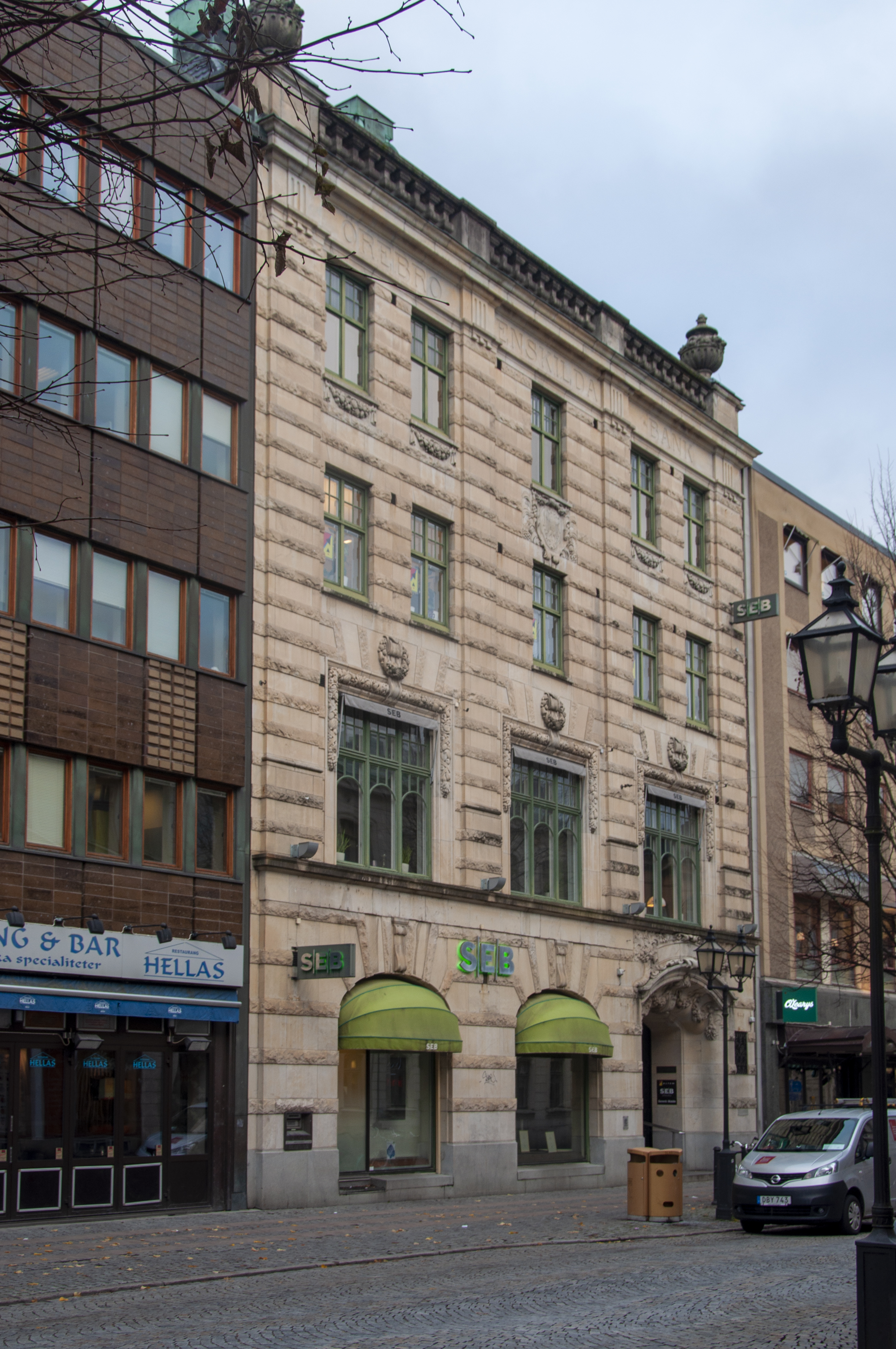
Bankens huvudkontor i Örebro. Arkitekt: Gustaf Wickman.

Örebro enskilda bank var en privat affärsbank mellan åren 1837 fram till dess Skandinaviska kreditaktiebolaget övertog banken 1908.
Banken som hade sitt säte i Örebro grundades under namnet Örebro Privatbank och erhöll sin första oktroj 1837. Den ledande kraften i styrelsen kom att bli major Axel Lewenhaupt som var styrelseordförande 1837-1845. Lewenhaupt kom senare att bli en av initiativtagarna till Mälareprovinsernas Enskilda Bank. Bankens kontakter med myndigheter och Riksbanken i Stockholm sköttes av styrelseledamoten och riksdagsledamoten Hugo Adolf Hamilton Boo slott. Bland de övriga från bankens första styrelse märks Selim Heijkenskjöld Malingsbo, Anders Wedberg Nora och Gustaf Emanuel af Geijerstam på Frösvidal.
Banken bytte namn till Örebro enskilda bank 1856. 1867 övertog man den då upphörda Örebro läns filialbanks verksamhet. Kontorsnätet var centrerat kring städerna i närheten av Örebro. 1918 övertogs banken av Skandinaviska kreditaktiebolaget.